# Кулешин, Борис Васильевич
Борис Васильевич Кулешин (1929 году, Сталино — 1998 Астрахань) — юный участник Великой Отечественной войны, юнга боевых кораблей Черноморского флота.

## Биография
Родился в 1928 году в городе Сталино (ныне Донецк), Украинской ССР. В самом начале Великой Отечественной войны, в 1941 году, его отец погиб на фронте, а мать угнали немцы в Германию. Борис с отступающими частями Красной Армии перешёл линию фронта и оказался в Грузии, в Поти. Был определён юнгой на лидер эсминцев «Ташкент». Помогал отделению сигнальщиков, затем был переведён в зенитчики. Шефство над ним и его учителями были старшина 2 статьи Г. Гутник  и младший политрук И. Беркаль.
Являлся участником всех походов военного корабля в осажденный Севастополь. Экипаж «Ташкента» занимался доставкой в город-герой боеприпасов, пополнения, медикаментов, а обратно корабль забирал раненных, женщин и детей. Командир судна не раз высказывал положительную оценку службе Бориса за огромную помощь своему зенитному расчету во время налетов авиации противника.
2 июля 1942 года, когда немецкие бомбардировщики совершили налет на лидер эсминцев, стоявший у причала в Новороссийске, Кулешин был ранен. По представлению командира в наградном листе к ордену Красной Звезды было указано: 
```
«Во время выполнения боевого задания по доставке войск и боеприпасов в Севастополь и эвакуации раненных из Севастополя, при прорыве воздушной блокады противника корабль подвергся атаке 96 самолётов пикировщиков. Воспитанник Кулешин все время находился на зенитном мостике, поднося боезапас для автоматов, набивая обоймы. В своей работе он не уступал взрослым. Своим мужеством и спокойствием показывал другим пример».
```

Лечился в госпитале, покинул медицинское учреждение досрочно, сбежал. Добрался до Батуми, где нашёл своего командира капитана 2 ранга В. Н. Ерошенко. Офицер только получил в командование крейсер «Красный Кавказ». На этом корабле тринадцатилетний Борис Кулешин продолжил военную службу.
В 1944 году по решению командования Бориса Кулешина направили на обучение в Тбилисское Нахимовское военно-морское училище. В сентябре 1945 года он, как и другие преподаватели, воспитатели и воспитанники, многие из которых имели опыт участия в боевых действиях был удостоен медали «За победу над Германией в Великой Отечественной войне 1941–1945 гг.».
Бориса при посещении корабля неоднократно снимали известные военные корреспонденты Евгений Халдей, Александр Соколенко и другие.
В 1949 году завершил обучение в училище, поступил в Черноморское высшее военно-морское училище им. П. С. Нахимова в Севастополе.
Долгие годы служил в частях Военно-морского флота СССР. После увольнения со службы стал работать в Астраханском рыбном морском порту. Скончался в 1998 году, похоронен на городском кладбище в городе Астрахани.

## Награды
- Орден Красной Звезды (1942)
- Медаль «За победу над Германией в Великой Отечественной войне 1941—1945 гг.» (9 мая 1945)